# Homi Jehangir Bhabha
Homi Jehangir Bhabha FRS (Bombaim, 30 de outubro de 1909 — Chamonix-Mont-Blanc, 24 de janeiro de 1966) foi um físico indiano.
Coloquialmente conhecido como "pai do programa nuclear indiano", Bhabha foi também o diretor fundador do Atomic Energy Establishment, Trombay (AEET), que agora é chamado de Bhabha Atomic Research Centre em sua homenagem. TIFR e AEET foram a pedra angular do desenvolvimento indiano de armas nucleares, que Bhabha também supervisionou como diretor.
Morreu em um acidente aereo em  1966, num voo operado pela companhia aérea nacional da Índia, com 117 pessoas a bordo que se chocou com o Monte branco.